# Free Your Mind
«Free Your Mind» —en español, «Libera tu mente»— es una canción del grupo femenino estadounidense En Vogue. Lanzado el 24 de septiembre de 1992, «Free Your Mind» es el tercer sencillo lanzado de su aclamado álbum Funky Divas. La canción anti-prejuicio se convirtió en un éxito y entró en el top 10 del Billboard Hot 100 y el top 20 en el UK Singles Chart. El crítico de Allmusic, Jose F. Promise, le dio un votó muy favorable y calificó al álbum como su mejor calificación de cinco.

## Información general
«Free Your Mind» se grabó entre diciembre de 1991 y enero de 1992, compuesta y producida por Foster y McElroy. La canción incluye una línea de coros de la canción de George Clinton/Funkadelic, «Free Your Mind and Your Ass Will Follow» con su permiso. Las pistas de la guitarra y del bajo para la canción fueron escritas y registradas por el guitarrista basado en San Francisco, Jinx Jones. La línea de apertura: «Prejuicio, escribió una canción sobre él, como si lo oyera, ¡aquí va!», se adapta a partir de una línea originalmente usada por el personaje de David Alan Grier, Calhoun Tubbs, de In Living Color de Fox. Una versión alternativa de la canción con letras diferentes aparece en la banda sonora de los Juegos Olímpicos de Albertville 1992.

## Rendimiento comercial
«Free Your Mind» debutó en el número 89 en el Billboard Hot 100 en la semana del 12 de septiembre de 1992. Dentro de una semana, saltó al número 45, luego al número 25, y siguió haciendo pasos impresionantes hasta llegar al máximo en el número 8 de la semana del 31 de octubre de 1992. En total, «Free Your Mind» pasó 16 semanas en el top 40 del Billboard Hot 100.

## Vídeo musical
La canción es conocida por su innovador y galardonado vídeo musical, dirigido por Mark Romanek. El 21 de marzo de 1992, En Vogue interpretó «Free Your Mind» en Saturday Night Live por primera vez a una recepción positiva. El 21 de enero de 1993, En Vogue interpretaría la canción en un episodio de la sexta temporada de la comedia televisiva de la NBC, A Different World (donde actuaron como sobrinas de Vernon Gaines). Fue certificado en oro por la RIAA a finales de 1992. Es una de las varias canciones en presentar a los cuatro miembros del grupo en la voz principal.
Janet Jackson  incluyó el video en la Countdown de sus veinticinco videos favoritos de todos los tiempos, en el número once.

## Versiones y otros usos
The Band versionó la canción en su álbum High on the Hog, y por Sub7even en 2002.
La canción fue versionada como parte de un mash-up en Glee de Fox, junto con «Stop! In the Name of Love» de The Supremes en el episodio "Never Been Kissed".
La banda sueca Slapdash versionó la canción, la canción 13 del álbum Actual Reality.
La canción fue utilizada en la serie Modern Family  durante una escena flash mob.
La estrella pop griega Elena Paparizou que interpretó una versión de la canción en la primera MadWalk  el 2 de febrero de 2011 junto con su éxito "Baby It's Over", vestida por Apostolos Mitropoulos.
La pista ha sido incluida en la clase BodyVive más reciente de Les Mills.  La canción fue usada en el tráiler de la comedia de Seth Rogen, The Interview.
La canción fue utilizada en la película de 1994, The Cowboy Way.

## Lista de canciones y formatos
| Sencillo en CD (Estados Unidos) |                               |          |  |
| N.º                             | Título                        | Duración |  |
| 1.                              | «Free Your Mind» (edición LP) | 4:10     |  |
| 2.                              | «Just Can't Stay Away»        | 5:11     |  |

| Maxisencillo en CD (Estados Unidos) |                                                 |          |  |
| N.º                                 | Título                                          | Duración |  |
| 1.                                  | «Free Your Mind» (edición LP)                   | 4:10     |  |
| 2.                                  | «Giving Him Something He Can Feel» (edición LP) | 3:55     |  |
| 3.                                  | «Free Your Mind» (Tommy's Spoiled Brat Edit)    | 3:58     |  |
| 4.                                  | «Time Goes On» (Dance Remix))                   | 5:45     |  |

| Maxisencillo en CD (Estados Unidos) |                                              |          |  |
| N.º                                 | Título                                       | Duración |  |
| 1.                                  | «Free Your Mind» (Theo's Rec And Wreck Mix)) | 5:41     |  |
| 2.                                  | «Free Your Mind» (James' Club Mix)           | 5:00     |  |
| 3.                                  | «Free Your Mind»                             | 4:55     |  |
| 4.                                  | «Free Your Mind» (Marley Marl Remix)         | 5:27     |  |
| 5.                                  | «Lies"» (Eddie F Remix)                      | 5:43     |  |

Productores de remix 
Theo Mizuhara, Martin Van Blockson (Sencillo en CD en Reino Unido)
Theo Mizuhara, James Earley, Marley Marl, DJ Eddie F, Dave Hall (Sencillo en CD en Estados Unidos)

## Premios y nominaciones

### Premios Grammy, 1993
- Mejor interpretación rock de un dúo o grupo con vocalista (nominado)
- Mejor video musical en formato corto (nominado)

### MTV Video Music Awards, 1993
- Vídeo del Año (nominado)
- Mejor vídeo de grupo (nominado)
- Mejor vídeo R&B (ganador)
- Mejor vídeo Dance (ganador)
- Premio a la elección del espectador (nominado)
- Mejor dirección (nominado)
- Mejor coreografía – Travis Payne, Frank Gatson y Lavelle Smith (ganador)
- Mejor cinematografía – Marc Reshovsky (nominado)

## Listas
| Lista (1992)                              | Posición más alta |
| ----------------------------------------- | ----------------- |
| Alemania (German Singles Chart)           | 23                |
| Australia (Australian Singles Chart)      | 39                |
| Canadá (Canadian Singles Chart)           | 19                |
| Estados Unidos (Billboard Hot 100)        | 8                 |
| Estados Unidos (Hot Dance Club Play)      | 39                |
| Estados Unidos (Hot R&B Singles)          | 23                |
| Irlanda (Irish Singles Chart)             | 23                |
| Nueva Zelanda (New Zealand Singles Chart) | 12                |
| Países Bajos (Dutch Singles Chart)        | 15                |
| Reino Unido (UK Singles Chart)            | 16                |
| Suecia (Swedish Singles Chart)            | 29                |
| Lista (2002)                              | Posición más alta |
| Alemania (German Singles Chart)           | 50                |

| Lista (1992)                       | Posición |
| ---------------------------------- | -------- |
| Estados Unidos (Billboard Hot 100) | 93       |

| País                  | Certificación |
| --------------------- | ------------- |
| Estados Unidos (RIAA) | Oro           |